# Juan Antonio Rosado
Juan Antonio Rosado Zacarías (Ciudad de México, 1964). Es narrador, ensayista, poeta, crítico literario e investigador independiente.

## Semblanza
Nació el 21 de noviembre de 1964. Se educó en una familia muy vinculada al arte: su padre fue el compositor puertorriqueño Juan Antonio Rosado (1922-1993), que radicó en México desde 1948 hasta su muerte. Su madre, Ma. de Lourdes Zacarías Azar (hija de inmigrantes libaneses y pariente del cineasta Miguel Zacarías y del dramaturgo Héctor Azar) fue pianista. Su abuelo paterno,  Juan A. Rosado, fue un reconocido pintor de Puerta de Tierra, Puerto Rico.
En la Escuela Nacional de Música realizó estudios de guitarra clásica que abandonó por una tendonitis. Simultáneamente, estudió Letras en la Facultad de Filosofía y Letras de la UNAM, donde obtuvo la licenciatura en Lengua y Literaturas Hispánicas, la maestría en Literatura Iberoamericana y el doctorado en Literatura Mexicana, los tres grados con mención honorífica.
Ha publicado centenares de artículos en distintas revistas y suplementos culturales, entre los cuales cabe mencionar la revista Universidad de México (UNAM), Al pie de la letra, Cuadernos Americanos (UNAM), Voices of Mexico (UNAM), La experiencia literaria (Facultad de Filosofía y Letras, UNAM), Literatura Mexicana (Instituto de Investigaciones Filológicas, UNAM), El Comité 1973, Signos literarios y lingüísticos (UAM), Casa del Tiempo (UAM), Salida de emergencia Blanco Móvil, Estudios (ITAM), Opción (ITAM), Cultura urbana (Universidad Autónoma de la Ciudad de México), La Colmena (Universidad Autónoma del Estado de México), Coatepec (Universidad Autónoma del Estado de México), Castálida (Instituto Mexiquense de Cultura), Texto crítico (Instituto de Investigaciones Lingüístico-Literarias de la Universidad Veracruzana), El puro cuento (Editorial Praxis), Complot, Tropo a la uña (Cancún), Luna Zeta (Oaxaca), Etcétera, Configuraciones, La cultura en México (suplemento de la revista Siempre!), El gallo ilustrado (suplemento del periódico El día), La Jornada (Morelos), Confabulario (Suplemento del periódico El Universal) y Sábado (suplemento del periódico Unomásuno), donde sostuvo una columna semanal en 1995. Es miembro del Comité Editorial de Blanco Móvil. Para esta publicación coordinó en 2014 un número de cuento y poesía dedicados al tema de la violencia en las escuelas.
Becario en el programa Jóvenes Creadores del Fondo Nacional para la Cultura y las Artes (FONCA) durante los periodos 1997-1998 (en ensayo) y 1999-2000 (en cuento). También obtuvo el apoyo de Conacyt para realizar el doctorado. En 1998, la UNAM le otorgó la medalla Alfonso Caso por el Mérito Académico. En septiembre de 2000, fue ganador del Premio de Ensayo Juan García Ponce, otorgado por el Instituto de Cultura de la Ciudad de México. En 2003, la Universidad Iberoamericana le entregó la Medalla Ignacio de Loyola por su desempeño como docente en los Diplomados en Arte Contemporáneo. A finales de 2016, su proyecto "El miedo lejano y otras fobias. Cuentos reunidos, 1980-2015" fue seleccionado por el Programa de Fomento a Proyectos y Coinversiones Culturales, del Fonca.  
Se desempeñó como profesor de literaturas, redacción y gramática, así como tallerista de creación literaria, en más de veinticinco instituciones del país, entre las que se cuentan distintas secretarías de Estado, universidades y empresas. También prestó sus servicios como investigador para el Instituto de Investigaciones Filológicas de la UNAM, la Facultad de Filosofía y Letras, la Fundación Larramendi de Madrid, la Universidad Nacional de Educación a Distancia (UNED) (de Madrid) y la Fundación Pro Academia Mexicana de la Lengua. Ha sido Consejero Editorial de la revista El Comité 1973 y miembro del Consejo editorial de Blanco móvil. En 2015, con Karina Castro González y Juan Okie, funda Filopalabra. A finales de 2023, con Ángel Castro, funda el canal cultural de YouTube "Grandezas de Liliput", sobre arte, lengua y literatura, y que incluye a su vez el programa "Charlas con la cultura", con pláticas o entrevistas con escritores y personas del medio artístico, lingüístico y literario. También incluye videos cortos (shorts) sobre temas de lengua y literatura.
Como investigador, colaboró en la realización del Diccionario de literatura mexicana. Siglo XX (coordinado por Armando Pereira) (2000 y 2004); se trata de un diccionario sobre las instancias mediadoras de la literatura (grupos, tendencias temáticas, polémicas, editoriales, librerías, centros de cultura, revistas y suplementos culturales, bibliotecas, cafés,  premios, ferias de libros, etcétera). La segunda edición contiene un índice onomástico. Colaboró también con Adolfo Castañón en la realización del libro de Alfonso Reyes Cartas mexicanas (1905-1959) y en el volumen II del Diario de este último autor. Asimismo, se desempeñó como investigador para conformar la exposición titulada Juan García Ponce: Trazos y encuentros, que se llevó a cabo en el Museo del Palacio de Bellas Artes en septiembre y octubre de 2005. Dos años después, en 2007, trabajó como investigador para la Fundación Pro Academia Mexicana de la Lengua. Para la Fundación Larramendi de Madrid, escribió un extenso ensayo sobre José Vasconcelos. Entre sus últimos trabajos, destaca el ensayo "Ritual de balazos", sobre la novela de la Revolución mexicana como Bildungsroman o novela de formación.
Ha escrito numerosos prólogos. Destacan los de El hombre que fue Jueves, de G. K. Chesterton; El corazón de las tinieblas, de Joseph Conrad (ambos de 2016); El ingenioso hidalgo don Quijote de la Mancha, de Cervantes, La montaña mágica, de Thomas Mann, El Zarco y La Navidad en las montañas, de Altamirano; la narrativa completa de Edgar Allan Poe, y Yo, el gato, de Natsume Soseki.
Rosado cuenta con publicaciones en diversos libros colectivos o antologías, como La literatura mexicana del siglo xx (coordinado por Manuel Fernández Perera) (2008); Narrativa de la Revolución Mexicana: Realidad histórica y ficción (edición de Antonio Lorente Medina y Javier de Navascués) (Madrid, 2011); 20 años de ensayo (selección e introducción de Armando González Torres) (2010); La escritura cómplice. Juan García Ponce ante la crítica (edición de Armando Pereira) (1997); Juan García Ponce y la Generación del Medio Siglo (1998); Letras latinoamericanas: cinco premios Nobel y cuatro que no lo fueron (edición de Héctor Zagal Arreguín) (2006); Propuestas literarias de fin de siglo (memorias del Tercer Congreso Internacional de Literatura;compiladores: Alejandra Herrera, Luz Elena Zamudio y Ramón Alvarado) (2001); Los mejores cuentos mexicanos. Edición 2001 (edición de Bárbara Jacobs); Memorial de las ciudades (La Habana, 1995); Rayo de Esperanza (Madrid, 2004); Animales distintos (coordinado por Juan Carlos H. Vera) (2008), Los siete pecados capitales. La Lujuria (edición de Carlos López) (2008) y Homenaje a Juan García Ponce (coordinado por Magda Díaz y Morales) (2015), donde apareció su ensayo "Los placeres de la ambigüedad". En 2002 se publicó un texto suyo sobre La sombra del Caudillo, de Martín Luis Guzmán, en la edición crítica de esta novela, edición coordinada por Rafael Olea Franco y publicada en Allca xx, Colección Archivos núm.54. Publicó numerosos ensayos sobre Guzmán, Miguel Ángel Asturias, Ernesto Sabato y Juan García Ponce, entre otros muchos autores. Gracias a sus conocimientos musicales, también ha escrito sobre compositores como Edgar Varese y Juan Antonio Rosado Rodríguez, así como algunos artículos sobre cine, en particular sobre Ingmar Bergman y Pier Paolo Pasolini.
En 2015, la Universidad Nacional de Educación a Distancia (UNED), en coedición con otras universidades españolas, publicó su edición crítica y anotada de Clemencia y El Zarco, de Ignacio Manuel Altamirano.
A la par de su labor como creador literario, crítico e investigador, se ha desempeñado como dictaminador, jurado y corrector de estilo para distintas editoriales. Ha revisado y corregido libros y documentos para la Universidad Autónoma de la Ciudad de México, el Programa de Naciones Unidas para el Desarrollo (PNUD) y el Fondo de las Naciones Unidas para la Infancia (Unicef), entre otras instituciones.

## Obras

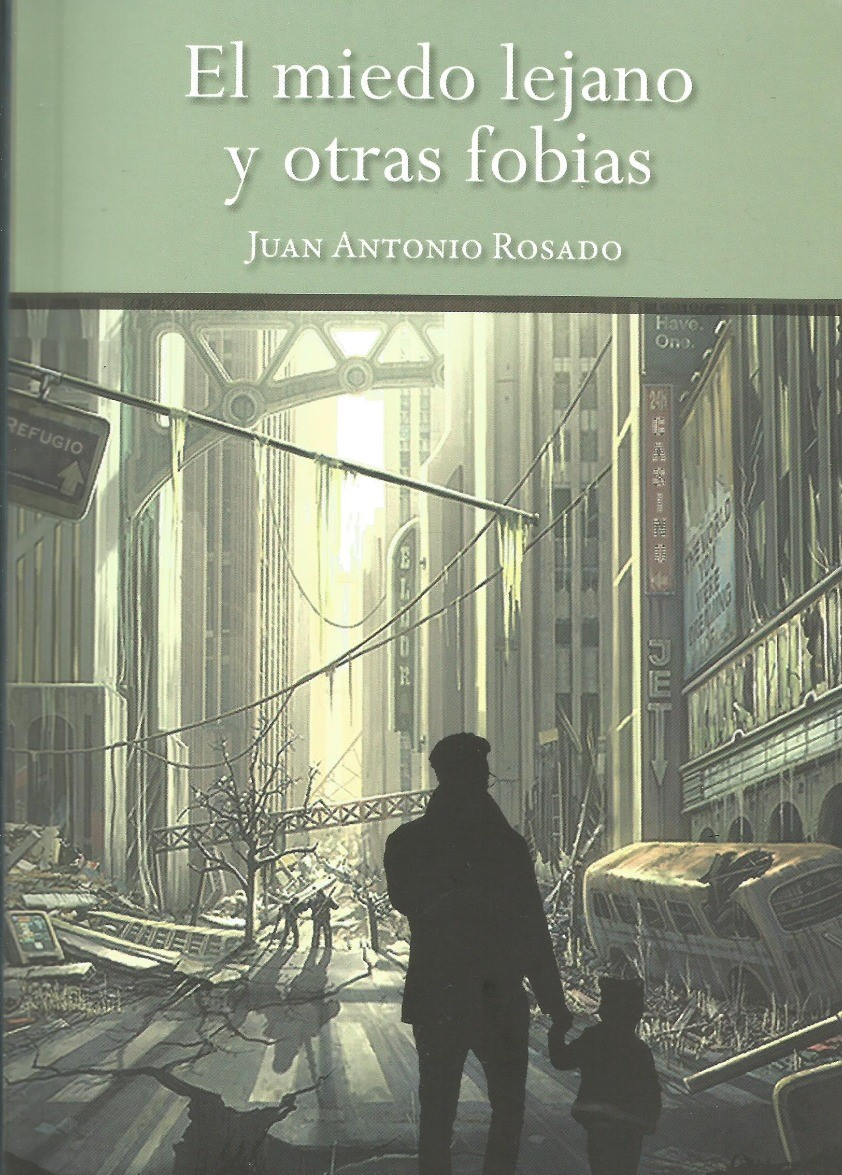

Obras principales (libros de autoría propia)
2000: En busca de lo absoluto (Argentina, Ernesto Sábato y El túnel). Colección Biblioteca de Letras. México: Universidad Nacional Autónoma de México. ISBN 968-36-8547-1
2001:Bandidos, héroes y corruptos o nunca es bueno robar una miseria. Mito y realidad en el México del siglo XIX a través de tres de sus novelas más representativas: Los bandidos de Río Frío, Astucia y El Zarco. Colección Diálogo Abierto, núm. 105. México: Ediciones Coyoacán. ISBN 970-633-197-2
2001:El Presidente y el Caudillo. Mito y realidad en dos novelas de la dictadura: La sombra del Caudillo, de Martín Luis Guzmán, y El Señor Presidente, de Miguel Ángel Asturias. Colección Diálogo Abierto, núm. 110. México: Ediciones Coyoacán. ISBN 970-633-221-9
2003: El engaño colorido y otros ensayos literarios. México: Universidad de la Ciudad de México. Colección Al Margen. ISBN 968-5720-13-4
2003: Las dulzuras del limbo (cuentos). México: Editorial Praxis. Colección El Puro Cuento. ISBN 970-682-171-6
2004: Cómo argumentar. Antología y práctica. México: Editorial Praxis. ISBN 970-682-209-7
2005: Erotismo y misticismo. La literatura erótico-teológica de Juan García Ponce y otros autores en un contexto universal. México: Universidad Autónoma de la Ciudad de México / Ed. Praxis, 400 págs. ISBN 970-682-203-8
2005: Juego y Revolución. La literatura mexicana de los años sesenta. México: Edamex. ISBN 970-9958-07-0
2006: Palabra y poder. México: Conaculta. Colección Sello Bermejo. ISBN 970-35-1166-X
2008: El cerco (novela). México: Ed. Jus, 2008. ISBN 978-968-423-490-1
2008: Entre ruinas, poenumbras (poemas y aforismos). México: Ed. Praxis, 2008. ISBN 970-682-287-9
2010: Cómo argumentar. Antología y práctica. Segunda edición, corregida y aumentada. México: Editorial Praxis, 202 págs. ISBN 978-607-420-063-8
2011: Juego y Revolución. La literatura mexicana de los años sesenta (segunda edición, corregida y aumentada). México: Octavio Antonio Colmenares y Vargas, editor, 168 págs. ISBN 978-607-9139-12-4
2012: El engaño colorido y otros ensayos (segunda edición, corregida y aumentada). México: Editorial Praxis, 330 págs. ISBN 978-607-420-090-4
2013: Ritual de balazos / ¿Canon literario mexicano? México: FiloEdiciones. Sin ISBN.
2015: Edición crítica y anotada de dos obras de Ignacio Manuel Altamirano (Clemencia y El Zarco). Estudio introductorio y notas de J. A. Rosado Zacarías. Cotejo de ediciones: Karina Castro González y J. A. Rosado Z. Universidad Nacional de Educación a Distancia (UNED) / Universidad de Zaragoza / UAM ediciones / Universidad de Granada (Madrid, España). 554 pp. ISBN 978-84-362-6954-3 (UNED).
2016: Cómo argumentar. Antología y práctica. Tercera edición, corregida y aumentada. México: Editorial Praxis. ISBN 978-607-420-215-1
2017: El miedo lejano y otras fobias (cuentos reunidos, 1980-2015). "Antesala" de Karina Castro G. y Janine Doufour. México: Editorial Praxis. Publicado gracias al Programa de Fomento a Proyectos y Coinversiones Culturales emisión 32-2016, del Fondo Nacional para la Cultura y las Artes (Fonca),   México: Editorial Praxis/ Secretaría de Cultura, 220 págs. ISBN 978-607-420-222-9
2017: Avatares literarios en México. México: Universidad Autónoma de la Ciudad de México (UACM). Colección Al Margen, 516 págs. ISBN 978-607-9465-40-7
2018: El cerco (segunda edición, corregida). México: Ed. De otro Tipo / Fas, 126 págs. ISBN: 978-607-96956-9-9
2018: Cómo argumentar. Antología y práctica. Cuarta edición: Senado de la República LXIII Legislatura. Comisión de Biblioteca y Asuntos Editoriales/ Editorial Praxis, 190 págs. ISBN: 978-607-420-238-0
2019: El cerco (tercera edición). Prólogo de Karina Castro González. México: Editorial Fas, 159 págs. Sin ISBN
2019: El presidente y el caudillo (libro electrónico). Filopalabra Ediciones. Edición Kindle. ASIN: B07VXSBMC5
2019: El presidente y el caudillo (segunda edición impresa, corregida y aumentada). Filopalabra Ediciones, 375 págs. ISBN: 978-1697901948
2019: En busca de lo absoluto (ensayo sobre la Argentina, Ernesto Sabato y El túnel) (libro electrónico). Filopalabra Ediciones. Edición Kindle. ASIN: B0834KLW6M
2020: En busca de lo absoluto (Argentina, Ernesto Sábato y El túnel) (segunda edición impresa, corregida y aumentada). Filopalabra Ediciones, 142 págs. ISBN: 979-8612804468
2021: Juan Miguel de Mora (1921-2017), un polígrafo mexicano. Prólogo de Mauricio López Valdés. Incluye 35 textos de Juan Miguel de Mora y testimonios de Marja Ludwika Jarocka. Filopalabra Ediciones, 166 págs. ISBN: 9798515327859
2022: Los placeres de la lengua. De letreos y ensayos literarios. Prólogo de Carlos López. Filopalabra Ediciones, 307 págs. ISBN: 9798842087037
2023: Trinches, tribunas y trincheras. Ensayos sobre arte, moral y letras. Prólogo de Carlos López. Filopalabra Ediciones, 320 págs. ISBN: 979-8851572340
2023: El cerco (cuarta edición). Prólogo de Karina Castro González. México: Editorial Fas, 175 págs. ISBN: 978-607-29-4638-5

## Recepción crítica general
Los libros de cuentos Las dulzuras del Limbo (2003) y El miedo lejano y otras fobias (cuentos reunidos, 1980-2015) exploran temas como el amor y el erotismo, la intriga y la prostitución, la Ciudad de México y el tedio existencial, la muerte violenta y el desdoblamiento del yo, la ciencia ficción y la tecnología, la falsa inocencia y el oportunismo, la política y la religión. El tratamiento de estos temas no es convencional. Donde el lector espera seriedad y solemnidad, encuentra humor negro, ironía a veces cáustica y una parodia o sátira que linda con lo absurdo o lo grotesco.
La novela El cerco (2008) trata sobre el paso —a veces doloroso— de la niñez a la llamada adolescencia, pero también sobre el narcomenudeo y el acoso en las escuelas. Relata el proceso de degradación de un padre y su hijo. Es una novela de pérdidas irrecuperables, pero a la vez reflexiva y lúdica: cada capítulo finaliza con una viñeta irónica y se inicia con el título de alguna canción o cuento de Cri-Cri. Hay también falsas pistas, personajes grotescos, apasionados, tímidos, indiferentes, violentos, narcomenudistas, profesores, estudiantes, autoridades escolares, sirvientas. Se explora los distintos registros del habla y la estructura es fragmentada.
El libro de poemas y aforismos Entre ruinas, poenumbras (2008) es heterogéneo y heterológico. El amor pasión o ideal, el amor patético o enfermizo, la soledad, la escatología, la violencia verbal y la parodia de las instituciones (entre ellas, de la medicina y los hospitales) son algunos temas tratados en estos poemas. En cuanto a los aforismos, los hay de índole filosófica, social, literaria, religiosa, histórica. La mayoría utiliza como recurso la ironía; otros ridiculizan instituciones o ponen en crisis valores convencionales.
Como ensayista, publicó libros en un lenguaje sencillo, a menudo lírico y alejado del academicismo, como El engaño colorido (2003 y 2012), Palabra y poder (2006), Juego y revolución: la literatura mexicana de los años sesenta (2005 y 2011) y Avatares literarios en México (2017). Los dos primeros son misceláneos y exploran temas como la lectura, la escritura, el problema de la representación, el arte y el seudoarte, el erotismo, la religión y el misticismo. También analiza a autores tan disímiles como Miguel de Cervantes, García Lorca, Rafael Alberti, José Bergamín, Hermann Hesse, Henry Miller, Pasolini, Cioran, Octavio Paz, Juan García Ponce, entre otros muchos.
En El engaño colorido, aparece un ensayo titulado "El hombre del subsuelo", texto pionero en su tema, pues a partir de un personaje dostoievskiano y mediante una reducción fenomenológica, el autor extrae las características de una suerte de "nómada urbano" y solitario, a fin de sentar las bases teóricas en el estudio de un tipo contradictorio y multifacético que, con distintos rasgos, se repetirá en gran cantidad de obras narrativas del mundo occidental. En la segunda edición de El engaño colorido, se incluyen textos como "Arte, artesanía e industria", que deslinda estos tres fenómenos culturales, y otros ensayos que denuncian el seudoarte y a los seudoartistas o establecen el vínculo entre erotismo y misticismo en diversas tradiciones.
En Juego y revolución exhibe un amplio panorama literario y cultural de la década del 60 en México, pero también contiene ensayos sobre autores como Inés Arredondo, Juan Vicente Melo y Carlos Valdés, así como entrevistas con Emmanuel Carballo y Juan Miguel de Mora Vaquerizo.
Avatares literarios en México es una obra de 516 páginas, que contiene 35 títulos, algunos de largo aliento, sobre trascendentes manifestaciones de las letras mexicanas, de Ignacio M. Altamirano y Manuel Payno a Luisa Josefina Hernández. Destacan estudios como "Igualan con la vida el pensamiento: Martín Luis Guzmán y Alfonso Reyes", "De Santa a Inmaculada: narrativa erótica mexicana", "Identidad y otredad: alquimia de la reconciliación en la poesía de Octavio Paz", "Revolución y revelación" y "Avatares de José Vasconcelos", así como breves reflexiones o análisis sobre un canon literario en México, "La cena", de Alfonso Reyes, "Petróleo y literatura", entre otros muchos temas.
El monumental estudio Erotismo y misticismo (2005), de más de 400 páginas, aborda la obra de muchos autores erótico-teológicos de la literatura universal, particularmente la del mexicano Juan García Ponce y sus mayores influencias. García Ponce constituye el eje de este volumen, y en él confluyen desde los antiguos textos eróticos y místicos de Egipto hasta Pierre Klossowski, Georges Bataille, Musil, Salvador Elizondo, Inés Arredondo, pasando por los textos y autores místicos de la antigua India, del mundo árabe y judío, Grecia y Roma, así como de la Edad Media europea, el místico Miguel de Molinos, Meister Eckhardt y poetas como San Juan de la Cruz, Santa Teresa de Jesús, José Juan Tablada y Efrén Rebolledo.
Para Carlos López, Cómo argumentar: antología y práctica (2004, 2010, 2016 y 2018) es una obra de carácter didáctico, con textos teóricos y ejercicios de argumentación.
Juan Antonio Rosado se caracteriza por ser un narrador y poeta heterodoxo. Por el tratamiento de sus temas, es uno de los escritores heterológicos de la actual literatura mexicana. Autores como Juan García Ponce, Adolfo Castañón, José Emilio Pacheco, Antonio Lorente Medina, Juan Miguel de Mora, Graciela Martínez-Zalce o Mayra Inzunza se llegaron a referir a algún aspecto de la obra de Rosado. Sobre sus libros, han escrito Anamari Gomís, Claudia Albarrán, Felipe Vázquez, Carlos López, Ricardo Muñoz Munguía, Armando Pereira, Aurora Ocampo, Armando Oviedo, María Elena Sarmiento, Juan José Reyes, Antonio Ramos, Agustín Cadena, Eve Gil, Cecilia Urbina, Francesca Gargallo, Norma Salazar, Karina Castro, Juan Pablo García Vallejo, Marcela Solís-Quiroga, entre otros escritores y críticos.
Para el novelista Agustín Cadena, Las dulzuras del limbo, primer libro de cuentos de Rosado, presenta a un autor que “no sólo es un ensayista lúcido y riguroso, sino también un narrador capaz de articular una visión orgánica del mundo”. Cadena también resalta la dificultad para penetrar en el libro: “Es un autor difícil. Es difícil atravesar su narrativa, al mismo tiempo heterológica y erudita, sin sentir que ciertas zonas de la existencia se ven enturbiadas por la lectura y, en simultánea oposición, iluminadas con una despiadada claridad. En efecto, sus personajes han sido captados en situaciones extremas que, no obstante, ellos no perciben como tales. La explicación es sencilla: cuando lo terrible se ha vuelto cotidiano, deja de existir como categoría”.
Francesca Gargallo escribió sobre el libro El miedo lejano y otras fobias: "La obra cuenta con soltura y encuadra vigorosos escenarios. Su estilo, que de tan colorido puede llegar a ser nauseabundo y de tan asqueroso, revelarse irónico, es gramaticalmente impecable. Las anécdotas se sostienen más allá de los repentinos cambios narrativos. Rosado juega con rasgos psicológicos de personajes que se debaten entre la sinrazón de la abulia, la hipocresía y los atropellos del urbanismo ecocida. Opina a contracorriente sobre el tabaco y las dependencias para revelar una alteridad amoral; suelta opiniones poco convenientes sobre el aburrimiento vital de los burócratas como figuras paternas; se ríe de la medicina como desafío a las determinantes biológicas de cuerpos envueltos en relaciones mercantiles; no encuentra mejor salida para reírse de los moralismos que desafiar la corrección política del sexo, la cultura, las convenciones sociales y las prácticas de enamoramiento heterosexual".
Sobre el cuento "Higiénica entrega", la novelista y ensayista Cecilia Urbina afirma: "es un análisis de las posibilidades del amor en circunstancias equívocas y a la vez del egoísmo que niega la identidad y reduce al individuo al anonimato de las máscaras intercambiables. Máscara la que usa el hombre para aproximarse a la prostituta; máscara la de ella que se niega como persona en una transacción forzada. Rostros sin nombre que lo adquieren para acceder a una dimensión donde el sentimiento se hace posible y que, sin embargo, desembocan en la anulación de todo vínculo”.
La poeta y ensayista mexicana Marcela Solís-Quiroga escribió, entre otras cosas: "Lo corpóreo, lo tangible, resulta fundamental en la prosa de Rosado, en ese universo donde la realidad, las circunstancias, cobran vida propia, una vida que adquiere múltiples dimensiones en cada una de sus contradicciones. Asimismo, la búsqueda de los personajes por llegar al otro se convierte, si no en obsesión, por lo menos en un objetivo. La otredad no sólo debe ser producto de la imaginación, sino que debe encontrar su máxima manifestación en la carne".
El lingüista Francisco Mendoza escribió sobre el libro Las dulzuras del limbo: “Desde los primeros párrafos de estos cuentos, el lector advertirá el conocimiento y dominio tanto de las estructuras literarias como de las sintácticas. La muestra más depurada de este dominio es ‘El nombre en el espejo’, cuento construido predominantemente a base de oraciones simples coordinadas, yuxtapuestas o independientes, frases nominales de extensión variable, estilo indirecto libre, oraciones subordinadas de infinitivo sin la subordinante y frases en que se juega con el significado”.
Sobre la novela El cerco, la narradora Eve Gil escribió: "En un tono entre lúdico y poético que nos hace recordar al James Joyce de Retrato del artista adolescente, Juan Antonio Rosado desarrolla  —entre otras— la historia de Sergio, un abogado que recuerda su infancia en un represivo colegio religioso donde el quebranto de la inocencia sobreviene de forma tan inesperada como definitiva". Por su parte, Juan Pablo García Vallejo, en su libro El marihuano en la narrativa mexicana del siglo XX, afirma sobre uno de los capítulos de El cerco: "Resulta interesante señalar que el debate despenalizador se presenta en el ámbito doméstico antes que en espacios burocráticos, mediáticos y parlamentarios, como lo [sos]tienen los abogados Aurora y Ricardo en el comedor de su casa. Se describe de forma extraordinaria en El cerco [...] En esta novela, cada uno de estos personajes proporciona en su diálogo argumentos a favor y en contra de la despenalización [...] Los personajes de clase media urbana son no consumidores, pero expresan su preocupación por los resultados desastrosos y múltiples que ha alcanzado el mercado ilegal de drogas. Refleja que las consecuencias del narcotráfico y su violencia excesiva nos afectan a todos los sectores sociales, no sólo a los consumidores o los vendedores menudistas".
Sobre un ensayo muy anterior, Bandidos, héroes y corruptos o nunca es bueno robar una miseria, escribió Adolfo Castañón: "La inestabilidad social y política, la corrupción, el bandidaje, las costumbres y el costumbrismo, el paisaje de cultura rural y esa suerte de épica a que en el México del XIX llevaba la decisión civil de la democracia son algunas de las cartas que Rosado baraja en su canasta mexicana". Sobre la misma obra, Juan Miguel de Mora publicó que se trata de un libro "magnífico" que "penetra en las raíces y la esencia de esas tres obras y las explica" (se refiere a las novelas Los bandidos de Río Frío, Astucia y El Zarco).